# Bé
Bé (Bi), Bé su rasa zlonamjernih đavola ili demona koji žele uništiti čovječanstvo, ali ih pobjeđuju Sibú i heroji iz Bribri legendi.